# Passiflora racemosa
Passiflora racemosa là một loài thực vật có hoa trong họ Lạc tiên. Loài này được Brot. mô tả khoa học đầu tiên năm 1817.